# 安娜擬鮗
安娜擬鮗，為鱸形目鱸亞目擬雀鯛科的其中一種，分布於西太平洋海域，深度5-113公尺，背鰭硬棘1枚、背鰭軟條25-27枚;臀鰭硬棘1枚;臀鰭軟條16-17枚，體長可達3.7公分，為熱帶海水魚，棲息在近海珊瑚礁區，生活習性不明。

## 擴展閱讀
維基物種上的相關：安娜擬鮗